# Rue Rodolphe-Bresdin
La rue Rodolphe-Bresdin (en occitan : carrièra Rodolphe Bresdin) est une voie de Toulouse, chef-lieu de la région Occitanie, dans le Midi de la France.

## Situation et accès

### Description
La rue Rodolphe-Bresdin est une voie publique. Elle se trouve au cœur du quartier de Bourrassol, dans le secteur 2 - Rive gauche.
Elle naît perpendiculairement à la rue de Bourrassol. Longue de 95 mètres et orientée au nord, elle est rectiligne et d'une largeur de seulement 6 mètres. Elle se termine au carrefour de l'impasse du Beaujolais.
La chaussée compte une voie de circulation automobile à double-sens. Elle appartient à une zone 30 et la vitesse y est limitée à 30 km/h. Il n'existe pas d'aménagement cyclable.

### Voies rencontrées
La rue Rodolphe-Bresdin rencontre les voies suivantes, dans l'ordre des numéros croissants :
1. Rue de Bourrassol
2. Impasse du Beaujolais

## Odonymie
La rue est nommée en mémoire du dessinateur et graveur Rodolphe Bresdin (1822-1885), dit « Chien Caillou ». Dans sa vie d'errance, il vécut à la fin des années 1850 à Toulouse dans une maison misérable du Pont-des-Demoiselles ou à Empalot, puis rue du Faubourg-Matabiau (emplacement de l'actuel no 68 rue Matabiau).
La rue était simplement nommée, lors de son ouverture, rue Traversière-de-Bourrassol, du nom du quartier où elle se trouve : ce nom de « traversière » désignait des rues étroites qui permettaient de relier des rues plus importantes. En 1933, la municipalité socialiste d'Étienne Billières lui donna le nom d'Auguste Blanqui. Il avait d'ailleurs vécu près de Toulouse, au château de Blagnac, lorsqu'il fut le précepteur du fils du général Jean Dominique Compans. Mais, par décision du conseil municipal du 27 mars 1941, sous influence vichyste, elle prit finalement celui de Rodolphe Bresdin, qui lui fut conservé après la guerre,.